# 特高課長講演問題
特高課長講演問題（とっこうかちょうこうえんもんだい）とは、大政翼賛会の結成を巡って千葉県で1940年に起きた政争。中央を舞台として大政翼賛会結成を推進した新体制運動と、地方政治の中心であった内務官僚を中心とする県庁及び地方政界を代表する県議会との意識格差が露呈され、のちの大政翼賛会の行政補助機関化の嚆矢となった事件の一つである。

## 大政翼賛会に対する千葉県の対応
大政翼賛会の結成に際して、地方でも立憲政友会・立憲民政党をはじめとする諸政党が解党された。千葉県でも例外ではなく、自由民権運動を由来とする現存の数少ない政治結社であった夷隅郡の以文会（当時は政友会郡支部を兼ねていた）も同年10月13日解散した。
当時、右翼（主として革新系）は、現状に不満を抱く青年団や戦時体制強化を進める警察の一部と連携して千葉県内でも新体制運動を推進しようとした。だが、大政翼賛会の支部を構成する常務委員会の人選は県知事に事実上一任されていた。当時の千葉県知事であった立田清辰はこうした右翼の介入によって県主導で進めてきた戦時体制確立が阻害されることを恐れて、伊藤博愛県議会議長、警察官僚出身の飯田謙次郎・野田町長ら信頼のおける少数の政治家や県幹部との協議でいわゆる「名士」層から支部役員を決定し、右翼や青年団代表はほとんど排除された。
一方、県議会では伊藤議長を中心に全県議が参加する議員団が結成された。若手県議達は従来の政党が解散された以上今までの年功序列や当選回数中心主義を廃止すべきであると要求したが、伊藤ら議員団幹部はこれをのらりくらりとかわした。

## 県議団対新体制運動
大政翼賛会が結成された直後の11月19日に開かれた県議会において、新体制運動に傾倒していることで知られた当時の特高課長が、大政翼賛会結成直前に開かれたとある青年団向けの講演会で「新体制には旧体制の者は駄目だ。年寄りは駄目だ。宜しく引かせなければならぬ。」と発言した事実が取り上げられ、問題となった。
これは、課長が旧体制＝既存の政党出身の政治家の排除を意図したとみなされたのである。さらにこの課長が別の講演会でも、遠回しにこうした人達の逮捕も場合によっては必要である、との趣旨の発言をしたことも明らかとなった。こうして県議達は、これを自分達の逮捕を計画しているものなのか、と騒いだのである。これに対して県側は、課長による「個人的発言」以上の意味はないものではないとしたため、県議会は空転した。だが県議団では、大政翼賛会の結成早々の紛糾は宜しくないとして、すぐに県の見解を受け入れた。
ところがこれを知った右翼や青年団は、課長の発言は国を思う発言であるとして、課長の行動を擁護した。このため12月に入ると、課長を誹謗する旧体制の政治家と「個人的発言」と切り捨てた県幹部への非難決議や県議団の解散を求める署名・陳情が各地より寄せられるようになる。
県議団は当然これに強く反発したが、県議団幹部に不満を抱いていた若手県議の間でも、右翼や青年団の動きに同調する動きがあった。だが、県議会が新体制への協力と右翼や青年団の行動を非難する決議を採択すると、これを受けた知事の立田は課長個人に対してはこれを庇う姿勢を見せる一方で、県議会を県政を構成する重要な要素と位置付けて、逆に右翼や青年団による一連の擁護の動きを「世論を混乱させて新体制を妨害する運動」と非難、彼らによる県議団への中傷を取り締まることを宣言したのである。

## 立田知事による県庁と翼賛会支部の一体化構想
翌1941年に入ると、立田は県庁と翼賛会支部は表裏一体となって新体制の確立を進めるものであると公然と主張するようになった。当時、中央ではいまだに一国一党制を進める「政事結社」か行政の補助組織として戦時体制確立を進める「公事結社」なのかで紛糾している最中であったが、いち早く立田は革新派を中心とした新体制運動を翼賛会支部から排除して県庁（すなわち知事である立田自身）とこれを支持する政財官の各層を中心に据えた「公事結社」化を進めることを公言したのである。すなわち、県庁内に翼賛会との連絡を担当する専門部署（振興課）を設置するとともに、行政主導の連絡会議の開催を行って翼賛会に参加する地域の「名士」や諸団体に立田が推進する県庁の方針（行政補助機関としての大政翼賛会の地方組織の形成）を徹底させたのである。これによって右翼らの動きに警戒心を抱いていた県庁・県議団・市町村長といった既存権力組織の動揺を鎮めて、知事への支持を集めて県庁と翼賛会支部の一体化を推し進めることになった。
一方、中央でも2月に入ると、近衛文麿首相が大政翼賛会を「公事結社」とする見解を出して事実上新体制運動との決別を宣言して、4月1日の組織改正で支部長は知事の兼務とする行政補助組織化が正式に定められた。これは、大政翼賛会とこれを支援する新体制運動によって権限を奪われることを恐れていた内務省と地方の知事・議会を安堵させた。だが、千葉県においては立田知事が事実上の翼賛会支部長であり、結果的には中央や他県の方が立田の方針の後追いをすることになったのである。